# Lateinamerikanisches Wirtschaftssystem
Das Lateinamerikanisches Wirtschaftssystem (kurz SELA von spanisch: Sistema Económico Latinoamericano y del Caribe; portugiesisch: Sistema Econômico Latino-Americano e do Caribe; französisch: Système Economique Latinoaméricain et Caribéen; englisch: Latin American and Caribbean Economic System) ist eine zwischenstaatliche regionale Organisation mit Sitz in Caracas, Venezuela, die am 17. Oktober 1975 in Panama gegründet wurde.

## Ziele
Die Ziele von SELA sind die Förderung und Koordination gemeinsamer wirtschaftlicher Standpunkte und Strategien Lateinamerikas und der Karibik mit anderen Ländern und internationalen Organisationen. Ferner soll auch die Kooperation und Integration zwischen den Ländern Lateinamerikas und der Karibik gestärkt werden.

## Organisation
Das oberste Entscheidungsgremium ist der Lateinamerikanische Rat. Er besteht aus je einem Vertreter aus jedem Mitgliedstaat, trifft sich jährlich und ist verantwortlich für einstimmig verabschiedete Entscheidungen.
Das Ständige Sekretariat ist das technische Verwaltungsorgan, geführt von einem Ständigen Sekretär, der vom Rat auf vier Jahre gewählt wird.
Die Ausschüsse sind flexible Kooperationsorgane, die aus zwei oder mehr Mitgliedstaaten bestehen und gemeinsame Programme und Projekte in spezifischen Bereichen fördern.

## Mitglieder
28 Länder Lateinamerikas und der Karibik sind Mitglied der Organisation:

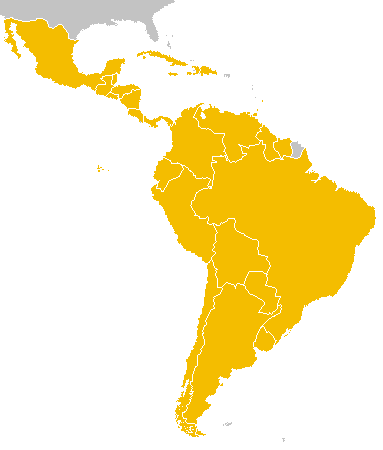
Karte der Mitglieder

- Argentinien
- Bahamas
- Barbados
- Belize
- Bolivien
- Brasilien
- Chile
- Costa Rica
- Dominikanische Republik
- Ecuador
- El Salvador
- Grenada
- Guatemala
- Guyana
- Haiti
- Honduras
- Jamaika
- Kolumbien
- Kuba
- Mexiko
- Nicaragua
- Panama
- Paraguay
- Peru
- Suriname
- Trinidad und Tobago
- Uruguay
- Venezuela